# 화순 운주사 칠층석탑
화순 운주사 칠층석탑(和順 雲住寺 七層石塔)은 대한민국 전라남도 화순군 도암면, 운주사에 있는 칠층석탑이다. 2005년 7월 13일 전라남도의 유형문화재 제276호로 지정되었다.

## 개요
이 석탑은 운주사 입구 첫 번째로 있는 9층석탑(보물 제796호) 다음에 있다. 원래는 논 가운데에 있었으나 운주사에서 주변 논밭을 모두 매입하여 잔디를 심고 정비하였다. 석괴형 기단상면에는 원형 1단 괴임을 만들어 윗층의 탑신을 받치고 있다.
초층과 2층 탑신은 4매의 판석으로 되었고 각면 모서리에는 우주가 모각되었다. 3층 이상의 탑신은 모두 1석씩이며 추녀와 처마가 직선형으로 표현하였다.
상륜부는 유실되었지만 비교적 단정하고 소박한 신라 전형양식을 계승한 석탑이다. 석탑의 높이는 9.6m이다. 제작시기는 고려시대이다.

## 같이 보기
- 운주사
- 화순 운주사 구층석탑 - 보물 제796호

## 참고 자료
- 화순운주사칠층석탑 - 국가유산청 국가유산포털